# James Zealley
James Edward Zealley (né le 7 mars 1868 à Stepney et mort le 15 mai 1956 à Paddington) est un footballeur britannique, champion olympique en 1900.
Attaquant de l'Upton Park Football Club, représentant la Grande-Bretagne aux JO 1900, il inscrit un but contre la sélection française. 